# Karen S. Lynch
Karen S. Lynch   (Ware, 30 de desembre de 1963), de cognom de naixement Rohan, és una empresària estatunidenca i presidenta i consellera delegada de CVS Health. Lynch és membre del consell d'administració d'AHIP, CVS Health i US Bancorp. El 2015 es va convertir en la primera dona presidenta d'Aetna (una companyia que ofereix assegurances de salut privades i també a través de Medicare). Ha ocupat càrrecs directius a Magellan Health Services i Cigna. El 2021, es va convertir en la directora executiva femenina de més alt rang a la llista de Fortune 500. El 2022 va aparèixer al lloc número 8 de la Llista de les 100 dones més poderoses del món segons Forbes.

## Primers anys i educació
Lynch va néixer el 30 de desembre de 1963 a Ware, Massachusetts. Va assistir a Ware Junior/Senior High School i es va graduar el 1980. Lynch va assistir a la Carroll School of Management al Boston College, on va llicenciar-se en comptabilitat i va obtenir la certificació de comptable públic certificat (CPA). En graduar-se, va començar la seva carrera financera a l'oficina de Boston d'Ernst & Young, on es va especialitzar en assegurances.

## Carrera
Lynch atribueix la carrera professional escollida a l'assistència sanitària durant les seves experiències en la vida familiar. Va passar gairebé una dècada en assegurances abans de tornar a l'escola de postgrau per cursar un MBA a la Universitat de Boston: "Volia ampliar la meva formació financera per tenir més coneixement dels aspectes empresarials de la gestió d'una empresa". El 2004, Lynch va ser nomenada presidenta de Cigna Dental. L'any següent, va ser nomenada per a un càrrec de nova creació que combinava el lideratge de Cigna Group Insurance i Cigna Dental. Va deixar Cigna el 2009 per convertir-se en presidenta de Magellan Health Services.
Lynch va romandre a Magellan fins al 2012, quan es va incorporar a Aetna com a vicepresidenta executiva i cap de productes especialitzats. Tres mesos després d'unir-se a Aetna, Lynch va liderar la integració de Coventry Health Care, que va ser en aquell moment la major adquisició en el sector de l'assistència sanitària. El 2015, Lynch es va convertir en la primera dona presidenta d'Aetna, un càrrec que va mantenir després de l'adquisició d'Aetna per 70.000 milions de dòlars per part de CVS Health el 2018.
Durant la pandèmia de la COVID-19, Lynch va prendre el lideratge com a presidenta i consellera delegada de CVS Health l'1 de febrer de 2021, després de la jubilació de Larry Merlo. El nomenament la va convertir en la directora general de més alt rang de la llista de Fortune 500 i la 40a directora executiva de la llista de Fortune 500. Sota el lideratge de Lynch, CVS Health va administrar la vacuna contra la COVID-19 en més de 40.000 centres d'atenció sanitària i en ubicacions de CVS Pharmacy a 50 estats, Puerto Rico i Washington, DC.

## Premis i honors
Lynch va ser seleccionada per al primer «Forbes 50 Over 50» el 2021, una llista de dones emprenedores, líders, científiques i creadores de més de 50 anys d'edat. Va rebre el premi 2021 al lideratge distingit del Comitè de Desenvolupament Econòmic, que reconeix líders empresarials per les seves contribucions. També va ocupar el primer lloc a la llista de les dones més poderoses en l'empresa de Fortune. A més, Lynch és membre del consell d'US Bancorp, AHIP, The Business Council, Boston College Women's Council, The Business Roundtable, i és membre del consell assessor d'IBM Watson Health. Lynch també és administradora del Bushnell Center for the Performing Arts.
Lynch va ser nomenada doctora honoris causa en ciències comercials per la Universitat de Hartford el 2022 i en lletres humanes pel Becker College el 2015.
Va exercir com a copresidenta honorària de la Komen Connecticut Race for the Cure en benefici de la investigació del càncer de mama. El 2022, va ser inclosa a les "50 dones més poderoses en els negocis" de Fortune i en la "Llista de les 100 dones més poderoses del món segons Forbes". Lynch va ser nomenada posteriorment a la llista anual «Time 100» de les cent persones més influents del món el 2023.

## Vida personal
Lynch va ser criada per una mare soltera. La seva mare es va suïcidar quan Lynch tenia 12 anys. Després de la mort de la seva mare, Lynch i els seus tres germans van ser criats per la seva tia, que era mare soltera amb un fill propi. Als 20 anys, Lynch va perdre la seva tia per càncer de mama, càncer de pulmó i emfisema.
Lynch està casada amb Kevin M. Lynch, el fundador, president i director general de la Fundació Quell, una organització sense ànim de lucre la missió de la qual és eliminar l'estigma al voltant de la salut mental, reduir el nombre de suïcidis, sobredosis i l'empresonament de persones amb malaltia mental.